# Dróth Zoltán
Dróth Zoltán (Győr, 1988. szeptember 14. –) magyar válogatott futsaljátékos, az 1. Futsal Club Veszprém játékosa.

## Pályafutása
Dróth Zoltán a Győri ETO-ban kezdte pályafutását. A labdarúgócsapat utánpótlásában kilenc évet játszott, majd amikor 2009-ben megalakult a Rába ETO futsalcsapata, akkor felhagyott a nagypályás labdarúgással. Tizenkilenc évesen mutatkozott be az élvonalban és hamar alapembere lett az ETO-nak. Nyolc évet töltött a győri csapatban, ezalatt öt-öt bajnoki címet, kupagyőzelmet és Szuperkupa-győzelmet ünnepelhetett, összesen 305 tétmérkőzésen 324 alkalommal volt eredményes.
A Rába ETO a klubcsapatok számára kiírt legrangosabb sorozat, az UEFA-futsalkupa elitkörébe is többször bejutott. Dróth ezeken a találkozókon, illetve a válogatottban nyújtott teljesítményével több európai élcsapat figyelmét felkeltette. A románok elleni 2015-ös Európa-bajnoki selejtezőn az ő utolsó másodpercekben elért góljával harcolta ki a magyar csapat a kontinenstornán való részvételt. A 2016-os futsal-Európa-bajnokságon a válogatott nem jutott tovább csoportjából, Dróth csapata legjobbjaként zárta a tornát. Az Európa-bajnokságot megelőzően az  UEFA-futsalkupa-címvédő kazah Kajrat Almati szerződtette, Dróth pedig góllal mutatkozott be új csapatában.
2017 májusában a Kajrat kiesett a sportág Bajnokok Ligájának számító klubsorozat elődöntőjében, ahol végül bronzérmet szereztek, míg a következő szezonban nem sikerült bejutniuk a négyes döntőbe. A hazai sorozatokban első lett a bajnoki címet és kupagyőzelmet szerző Kajrat, de Dróth második gyermeke születése miatt 2018 januárjában újra Magyarországra igazolt, előbb kölcsönbe, majd végleg a szombathelyi Haladás VSE-hez. 2017 decemberében lemondta a válogatottságot. Kétszer nyert Magyar Kupát a vasiakkal, a 2020–2021-es idényben tagja volt a szombathelyi klub első bajnokcsapatának. 2025 januárjában, miután a vasi klub nehéz anyagi helyzetbe került, Dróth az 1. Futsal Club Veszprém játékosa lett.

## Magánélet
Házas, feleségével két lánygyermeke van. 2014. március 22-én született első gyermekük, Vanda, 2018 március 14-én pedig Vivien.

## Sikerei, díjai

### Nemzeti
Rába ETO
- Magyar bajnokság
  -  Bajnok (5): 2009-2010, 2010-2011, 2011-2012, 2012-2013, 2014-2015
- Magyar kupa
  -  Győztes (5): 2010, 2011, 2013, 2014, 20115
- Magyar Szuperkupa
  -  Győztes (2): 2012, 2014

 Kajrat Almati
- Kazah bajnokság
  -  Bajnok (1): 2016–2017
- Kazah kupa
  -  Győztes (1):  2016–2017

 Haladás VSE
- Magyar bajnokság
  -  Bajnok (1): 2020-2021
- Magyar kupa
  -  Győztes (2): 2018, 2020

### Egyéni
- Az év férfi futsaljátékosa: 2012, 2013, 2015, 2021[15]